# Protestas de octubre de 2000 en Yugoslavia
Las protestas de octubre de 2000 en Yugoslavia (en serbio: Petooktobarska revolucija o revolución del 5 de octubre) fueron los sucesos que acontecieron en el año 2000 en la República Federal de Yugoslavia, a raíz de las elecciones presidenciales de 2000, y que finalizaron con la caída del régimen de Slobodan Milošević, el 5 de octubre de ese año.
Estos hechos también fueron denominados de forma coloquial Bager revolucija, o revolución Bulldozer, a raíz de uno de los episodios más intensos de la protesta, cuando un operario de maquinaria pesada cargó con un buldócer contra el edificio de la Radio Televisión Serbia, que era considerada el símbolo de la propaganda del régimen de Milošević.

## Elecciones del 2000
Se realizaron elecciones generales en la República Federal de Yugoslavia el 24 de septiembre de 2000. Fueron las primeras elecciones democráticas realizadas en Serbia y Montenegro desde la disolución de Yugoslavia en 1992, y las primeras elecciones libres y directas realizadas en ese país desde 1927.

## Desarrollo
- 24 de septiembre - Se celebran elecciones en Yugoslavia, entre las que se incluyen a la presidencia del país.
- 25 de septiembre - La oposición democrática a Milosevic, liderada por Vojislav Koštunica, anuncia oficiosamente su victoria en las elecciones.
- 26 de septiembre - La Comisión Federal Electoral anuncia que ninguno de los candidatos había conseguido la mayoría absoluta de votos y debería producirse una segunda vuelta.[3] Milosevic no admite los resultados y se mantiene en el poder.

- 4 de octubre - La agencia yugoslava de noticias Tanjug anuncia que "El Tribunal Constitucional ha decidido por unaminidad anular parte del proceso electoral relativo a la votación, el análisis y la difusión de los resultados de los comicios del 24 de septiembre".
- 5 de octubre - Se anulan las elecciones del 24 de septiembre, lo que provoca una instantánea y popular insurrección en toda Yugoslavia, con su foco más importante en Belgrado, donde más de medio millón de manifestantes toma la capital y varios de sus centros de poder: el Parlamento fue tomado (a pesar de que los antidisturbios consiguieron repeler las primeras incursiones con gases lacrimógenos), incendiado y en su cúpula más emblemática ondeaba la bandera del partido DOS (Oposición Democrática de Serbia).

A las 21.00 horas de ese día, en la cadena de televisión Estudio B, se emitió un discurso de Kostunica en el que manifestó "He venido a la plaza del Parlamento a rogarles para que tengan un comportamiento cívico y para pedirles que mañana vuelvan a sus trabajos con normalidad. Soy el presidente de Yugoslavia. Esta victoria es nuestra. Nadie puede arrebatárnosla. Ni siquiera Milosevic".